# Penny Hardaway
Anfernee Deon (Penny) Hardaway (Memphis (Tennessee), 18 juli 1971) is een Amerikaans voormalig basketballer die speelde in de NBA. Hij speelde als point-guard en later als shooting guard.
Hardaway was het meest productief in zijn jaren met de Orlando Magic en zijn vroege jaren met de Phoenix Suns. Hij kreeg echter last van blessures. Hij speelde van 2004 tot 2006 voor de New York Knicks en als laatst voor de Miami Heat in 2007. Hij maakte deel uit van het Amerikaans basketbalteam op de Olympische Zomerspelen van 1996.
Sinds 2018 is hij de hoofdcoach van de Memphis Tigers.
Hij heeft geen enkele familiale band met voormalig basketter Tim Hardaway.

## Levensloop

### Kinderjaren
Hij groeide op in de buurt van Binghampton in een shotgun house in Memphis, Tennessee. Als tiener deed Hardaway jeugdsporten op de school in Memphis YMCA en speelde bij het Memphis Y.M.C.A. Jr. Olympic basketball team.

### Middelbare schoolcarrière
Hardaway speelde basketbal op de Memphis for Treadwell High School, waar hij gemiddeld 36.6 punten, 10.1 rebounds, 6.2 assists, 3.9 steals, en 2.8 blocks had als statistieken en bekroond werd tot Parade Magazine National High School player of the year. Hij beëindigde zijn high school carrière met 3,039 punten.

### Carrière in hogere studies
Op Memphis State University (nu de University of Memphis), moest Hardaway het seizoen 1990–91 vervolledigen bij de Memphis State Tigers omdat hij academisch ongeschikt verklaard was. Terwijl hij thuis moest wachten, werd Hardaway door een kogel geraakt net buiten het huis van zijn neef en werd zijn voet geraakt door een verdwaalde kogel, die zijn carrière in gevaar bracht. Nadat hij besloten had beter te doen in het leven en om meer te verwezenlijken, studeerde hij met succes af.
In de zomer van 1992 Hardaway werd in 1992 geselecteerd voor de 1992 USA Basketball Developmental Team dat dagelijks tegen de spelers van de Olympische ploeg van dat jaar speelde. In die ploeg speelde hij samen met Chris Webber, Bobby Hurley, Jamal Mashburn, Rodney Rogers, Eric Montross, Grant Hill en Allan Houston.
Hardaway keerde terug voor zijn laatste seizoen in het college-basket (1992–93) en verbeterde zijn cijfers van het voorgaande seizoen. Hij kwam aan gemiddeld 22.8 ppw, 8.5 rpw, 6.4 apw, 2.4 spw en 1.2 bpw. Hij maakte twee triple doubles. Hij werd opnieuw gekozen in het All-American-team. Hij was ook finalist van de wedstrijd Naismith College Player of the Year en de John R. Wooden Award die jaarlijks worden gegeven in het college basketball.
Hardaway bereikte een Grade Point Average van 3.4, cumulative GPA, maar sloeg zijn laatste seizoen college over om mee te doen aan de Draft van 1993. In 1994 nam Memphis State zijn shirt met nummer 25 uit roulatie, wat Hardaway's nummer was toen hij voor de Tigers speelde. Hij keerde terug naar de universiteit van Memphis in mei 2003 en studeerde af met een bachelor's degree in professionele studies, tien jaar nadat hij de school voortijdig verliet om professioneel basketter te worden.
Hardaway werd als vijfde beste van 100 moderne college point guards gekozen door collegehoopsnet.com. Daarbij leidde hij nog de stemming van ESPN Conference USA Silver Anniversary Team.

## NBA carrière

### Orlando Magic (1993–1999)
Hardaway werd geselecteerd door de Golden State Warriors tijdens de eerste ronde van de NBA-draft van 1993 (derde keuze), maar werd geruild, samen met drie toekomstige eersterondekeuzes voor de eerste keuze bij de draft, voor Chris Webber, De bedoeling van de Magic was om Webber te kiezen en hem te koppelen aan Shaquille O'Neal tot Hardaway – wiens verlangen het was om samen met O'Neal te spelen – vroeg om een tweede test en wilde tonen waarom hij de keuze van de Magic moest zijn. Twee dagen voor de draft deed Hardaway mee aan een pick-up-basketwedstrijd, met verschillende spelers van de Magic en maakte hier zo'n goede indruk dat hij de ploeg kon overtuigen om hun keuze te zijn bij de draft.
Hij startte het seizoen als de shooting guard van de ploeg, terwijl hij leerde hoe te spelen als point guard van veteraan Scott Skiles. Tegen het midden van het seizoen nam hij de positie over van Skiles. Hij maakte onmiddellijk een grote indruk in de NBA, door de MVP award te winnen tijdens het inwijdende Schick Rookie Game. Hardaway hielp de Magic om een eerste plaats te veroveren in de eastern conference en meer dan 50 wedstrijden te winnen. Hij kwam aan gemiddeld 16 punten, 6.6 assists, 5.4 rebounds per wedstrijd, terwijl zijn 190 steals hem een 6e plaats in de liga opleverden. Hij liet zijn eerste triple double van zijn carrière optekenen op 15 april, toen hij 14 punten, 12 assists en 11 rebounds scoorde tegen de Boston Celtics. Door deze inspanningen werd hij gekozen in het NBA All-Rookie first team en werd hij tweede bij de verkiezing van Rookie of the Year na Chris Webber.
Tijdens het NBA-seizoen 1994–95 wonnen de Magic een recordaantal wedstrijden van 57, terwijl Hardaway gemiddeld 20.9 punten, 7.2 assists, 4.4 rebounds en 1.7 steals per wedstrijd liet optekenen. Hij werd gekozen als starter in zijn eerste NBA All-Star game en werd gekozen in het All-NBA First Team. Het hoogtepunt van de play-offs was de winst in de tweede ronde tegen de Chicago Bulls. Samen met Shaquille O'Neal leidde hij de ploeg naar de NBA Finals, waar ze echter verloren in vier wedstrijden van de Houston Rockets. Ondanks deze "sweep" kwam Hardaway aan 25.5 punten, 4.8 rebounds en 8 assists in de serie, terwijl hij aan 50% schoot van op het veld.
Een blessure bij zijn ploegmaat Shaquille O'Neal bij de start van het volgende seizoen dwong Hardaway ertoe om meer te scoren tijdens de eerste weken van dat seizoen. Hij bracht de Magic aan een 17-5-start. Hij werd verkozen tot NBA Player of the Month in november door gemiddeld 27.0 punten, 6.5 assists, 5.8 rebounds, 2.2 steals en 1 block per wedstrijd te maken. Hij werd verkozen als starter in het NBA All-Star Game voor het tweede jaar op rij, terwijl hij de Magic leidde naar een recordseizoen in hun geschiedenis met 60 overwinningen. Hij werd dat jaar gekozen in het All-NBA First Team voor het tweede opeenvolgende jaar met gemiddeld 21.7 punten, 7.1 assists en 4.3 rebounds en daarnaast 166 steals te pakken, goed voor een vijfde plaats in de liga. Hij eindigde ook derde bij de verkiezing van de MVP. Hardaway was opnieuw de enige speler in de NBA die gemiddeld minstens 20 punten maakte en 5 assists had en aan 50% zijn shots afwerkte tijdens het reguliere seizoen. Het seizoen van de Magic eindigde in de play-offs in de Eastern Conference Finals tegen de latere kampioen Chicago Bulls. In de 12 wedstrijden van de play-offs maakte Hardaway gemiddeld 23.3 punten, 6 assists, en 4.7 rebounds.
Hardaway gaf later toe dat zijn eerste ernstige knieblessure te wijten was aan een wedstrijd in de play-offs van 1996 tegen Detroit, toen Joe Dumars hem achteraan zijn knie sloeg, maar Hardaway gewoon doorspeelde, ondanks de pijn. Hij zei toen dat hij later een operatie onderging in het tussenseizoen en dat hij de blessure voelde, die hem van zijn explosiviteit had beroofd.
Tijdens de zomer van 1996, speelde Hardaway tijdens de Amerikaanse basketploeg van de Olympische Spelen 1996, dat een gouden medaille won. Hardaway maakte gemiddeld 9 punten, 4.4 assists, 2.8 rebounds, and 1.4 steals tijdens de acht wedstrijden. Zijn twee beste prestaties waren in de kwartfinale tegen Brazilië, toen hij 14 punten maakte en de finale tegen Joegoslavië, toen hij 17 punten maakte.
Het vertrek van O'Neal tijdens de zomer naar Los Angeles Lakers liet Hardaway achter als enige ster binnen de ploeg van de Magic tijdens het NBA-seizoen 1996–97. Hardaway maakte een seizoen door waarin hij voortdurend geblesseerd was, maar slaagde er toch in om een derde maal op rij gekozen te worden in de NBA All-Star game. Tijdens het seizoen leidde Hardaway een coup tegen de toenmalige coach Brian Hill toen er slechts 33 wedstrijden meer te spelen waren in het seizoen. Gedurende 59 wedstrijden in het reguliere seizoen, maakte hij gemiddeld 20.5 punten, 5.6 assists, 4.5 rebounds en 1.6 steals per wedstrijd en werd hij gekozen in het All-NBA Third Team. De Magic slaagden erin de play-offs te bereiken in een seizoen met 45 overwinningen. In die play-offs kwamen de Magic 0-2 achter tegen Miami Heat in de eerste ronde. Toen scoorde Hardaway 42 punten in de derde wedstrijd en 41 in de vierde wedstrijd en kon zo een vijfde wedstrijd in Miami forceren. (en werd zo de eerste speler in de NBA-geschiedenis die 40 punten scoorde in verschillende wedstrijden waarin z'n ploeg minder dan 100 punten maakt en was hij ook de eerste speler die meer dan 40 punten maakte in verschillende wedstrijden in de play-offs tegen een ploeg die gecoacht wordt door Pat Riley). Hardaway scoorde 33 punten in de vijfde wedstrijd, maar de Magic verloren. Hardaway beëindigde die play-offs met een gemiddelde van 31 punten, 6 rebounds, 3.4 assists, 2.4 steals en 1.4 blocks per wedstrijd. Zijn gemiddeld aantal punten tijdens de play-offs was de tweede beste na Michael Jordan (31.1).
Een zeer erge knieblessure tijdens het NBA-seizoen 1997–98 vereiste een operatie en zorgde er voor dat hij het grootste deel van het seizoen miste. Ondanks deze blessure werd hij voor de vierde keer op rij gekozen in de NBA All-Star Game en maakte hij zes punten en drie assists in 12 minuten tijd in New York. Hij werd echter bekritiseerd omdat hij sneller zijn comeback wilde maken dan veroorloofd door de All-Star Game te spelen. Hij speelde zijn laatste wedstrijd een week na het All-Star game en miste de rest van het seizoen. Sindsdien onderging Hardaway nog vier operaties aan zijn linker knie die zijn sprongkracht ernstig verminderde. In 19 wedstrijden realiseerde hij toen gemiddeld 16.4 punten, 4 rebounds, 3.6 assists en 1.5 steals gedurende het seizoen.
Hardaway kwam terug tijdens het verkorte 1999 seizoen, dat werd ingekort door een lock-down en speelde in alle 50 wedstrijden in het seizoen om de Magic naar de eerste plaats in de Eastern Conference te leiden. Hij maakte gemiddeld 15.8 punten, 5.7 rebounds en 5.3 assists en zijn 111 steals brachten hem op een vijfde plaats in de liga. In de eerste ronde van de play-offs verloren de Magic echter tegen de Philadelphia 76ers, waarin Hardaway opnieuw goed was voor 19 punten, 5.5 assists, 5 rebounds en 2.3 steals. Dit zou zijn laatste seizoen in Orlande blijken.
In de zomer van 1999 werd Hardaway, op aandringen van Phoenix Suns' point guard Jason Kidd, getransfereerd naar de Phoenix Suns voor Danny Manning, Pat Garrity en twee toekomstige eerste ronde draft-picks.
In 369 reguliere seizoenswedstrijden bij de Magic maakte Hardaway gemiddeld 19 punten, 6.3 assists, 4.7 rebounds en 1.9 steals per wedstrijd. In 45 playoff-wedstrijden maakte hij gemiddeld 21.8 punten, 6.5 assists, 4.9 rebounds, en 1.9 steals.

### Phoenix Suns (1999–2004)
Hardaway kwam in Phoenix terecht via een ruil met Orlando voor de start van het NBA-seizoen 1999–2000 en speelde zo samen met All-Star guard Jason Kidd, om zo de BackCourt 2000 te vormen. Blessures aan Hardaway's foot en de enkel van Kidd lieten hen toe om slechts 45 wedstrijden samen te spelen (33–12 met beiden in de line-up). In 60 wedstrijden kwam Hardaway aan gemiddeld 16.9 punten, 5.8 rebounds, 5.3 assists en 1.6 steals, met als resultaat een 42–18 record. De Suns eindigden met een 53–29 record en een 5e plaats in de Western Conference Playoffs. De blessure aan de enkel van Kidd noopten hem om de rest van het seizoen te missen en het meeste van de eerste-ronde-serie tegen de uittredende kampioen San Antonio Spurs. Hardaway kwam naar voor en maakte 17 punten, 13 assists en 12 rebounds in Game 3. Met deze triple-double wonnen ze de wedstrijd. De Suns versloegen zo de Spurs in vier wedstrijden. De halve finales brachten Hardaway en zijn ploeg tegen zijn voormalige ploegmaat Shaquille O'Neal en de Lakers. De Suns verloren van de latere kampioen in 5 wedstrijden. Hardaway had gemiddeld 20.3 punten, 5.7 assists, 4.9 rebounds, 1.6 steals, en 1 block per wedstrijd tijdens de negen wedstrijden van de play-offs.
Het vooruitzicht was optimistisch voor het NBA-seizoen 2000–01, maar twee operaties aan zijn microfractuur in de linkerknie van Hardaway dwongen hem om alle wedstrijden te missen, op vier na. Tijdens deze vier maakte hij gemiddeld 9.8 punten, 4.5 rebounds, 3.8 assists en 1.5 steals.
Hardaway startte het NBA-seizoen 2001–02 in goede gezondheid en speelde in 80 reguliere seizoenswedstrijden. Kidd en Chris Dudley waren getransrereerd naar de New Jersey Nets in ruil voor de nieuwe point guard Stephon Marbury, Johnny Newman en Soumaila Samake. Kidd's voorkeur om te passen werd geruild voor Marbury's voorkeur om te schieten op doel, wat ertoe leidde dat Hardaway en Marbury regelmatig in conflict lagen. Hardaway slaagde erin om 19.9 punten, 5.4 rebounds, 4.6 assists en 1.7 steals als gemiddelden op te tekenen tijdens de maand november. De ploeg transfereerde Joe Johnson tijdens het seizoen, wat ervoor zorgde dat Hardaway op de bank terechtkwam voor de eerste keer in zijn carrière. Ondanks dat kwam hij tot 12 punten, 4.4 rebounds, 4.1 assists en 1.5 steals tijdens het reguliere seizoen.
Hardaway startte het NBA-seizoen 2002–03 vanaf de bank. Omdat de jonge Joe Johnson niet kon overtuigen, mocht Hardaway opnieuw bij de vijf starters meedoen vroeg in het seizoen. Zijn betrouwbare veteranenstijl was een belangrijke component in een ploeg die jonge sterren had, zoals Marbury, Amar'e Stoudemire en Shawn Marion. Hardaway miste 24 did miss 24 wedstrijden met een handblessure waarbij de ploeg slechts 10 wedstrijden won en er 14 verloor. Hij kwam terug met 10 punten, 10 rebounds en 10 assists en maakte zo een triple double op 9 april tegen de Dallas Mavericks. Hardaway eindigde het reguliere seizoen met 10.6 punten, 4.4 rebounds, 4.1 assists en 1.1 steals. De Suns maakten de latere kampioenSan Antonio Spurs nog even bang in de eerste ronde, voor ze verloren in zes wedstrijden. Hierin had Hardaway gemiddeld 12.7 punten, 6 rebounds, 4.3 assists en 2.2 steals.
In het NBA-seizoen 2003–04 kwam Hardaway in en uit de starting lineup van de Suns. Hij werd getransfereerd naar de New York Knicks op 6 januari 2004, samen met Marbury en reserve-center Cezary Trybański in ruil voor Howard Eisley, Maciej Lampe, Charlie Ward en Antonio McDyess. De Suns kregen ook de draftrechten op Miloš Vujanić en twee eerste-ronde-draftpicks in de deal. Hij kwam tot gemiddeld 8.7 punten, 2.9 rebounds en 2.9 assists in 34 wedstrijden voor de Suns. Phoenix gebruikte het geld van de free agent point guard Steve Nash om veel spelers te ruilen aan de start van het seizoen 2004–05.
In 236 wedstrijden in het reguliere seizoen bij de Suns had Hardaway gemiddeld 12.4 punten, 4.5 rebounds, 4.2 assists en 1.3 steals. In 15 playoff-wedstrijden kwam hij tot 17.3 punten, 5.3 rebounds, 5.1 assists en 1.8 steals.

### New York Knicks (2004–2006)
Hardaway kwam bij de Knicks in 2005.
Hardaway en Marbury leidden de Knicks tot in de Play-Offs van 2004. In 42 wedstrijden in het reguliere seizoen bij de Knicks kwam Hardaway tot 9.6 punten, 4.5 rebounds, 1.9 assists en 1 steal. In in het totaal 76 wedstrijden tijdens het seizoen maakte hij 9.2 punten, 3.8 rebounds, en 2.3 assists. In de playoffs verloren de Knicks echter in de eerste ronde tegen de New Jersey Nets. Hardaway leidde de Knicks in score in twee playoff-wedstrijden, terwijl hij gemiddelden aantekende van 16.5 punten, 5.8 assists, 4.5 rebounds en 1.5 steals in de serie.
Hardaway kreeg het grootste deel van het daaropvolgende NBA-seizoen 2004-05 te maken met verschillende blessures. Hij maakte gemiddeld 11.9 punten, 2.6 assists en 2.5 rebounds tijdens 11 wedstrijden. Hij beëindigde dat seizoen met cijfers van 7.3 punten, 2.4 rebounds, en 2 assists in 37 wedstrijden.
Hardaway speelde slechts vier wedstrijden voor de Knicks tijdens het NBA-seizoen 2005-2006, terwijl hij probeerde om zijn broze knieën te laten herstellen. Hij maakte gemiddeld 2.5 punten, 2.5 rebounds en 2 assists in die wedstrijden.
In 83 games voor de Knicks maakte hij 8.2 punten, 3.5 rebounds, and 1.9 assists.
Hardaway werd daarna terug getransfereerd naar Orlando, samen met Trevor Ariza, voor Steve Francis op 22 februari 2006. In een ironische wending van het lot ontbonden de Magic (die net Brian Hill opnieuw onder contract hadden) het contract ter waarde van $15.8 miljoen van Hardaway om geld te sparen toen het afliep de volgende zomer.

### Miami Heat (2007)
Op 9 augustus 2007 kreeg Hardaway een contract bij de Miami Heat, waar hij opnieuw samenspeelde met zijn voormalige ploegmaat Shaquille O'Neal. Hij droeg nu het nummer 7, wat de eerste keer in zijn carrière was dat hij niet het nummer 1 droeg. Op 12 december 2007 werd hij ontslagen bij Miami Heat om plaats te maken voor free agent Luke Jackson. In 16 wedstrijden tijdens het reguliere seizoen maakte hij gemiddeld 3.8 punten, 2.2 rebounds, 2.2 assists & 1.19 steals. Zijn beste wedstrijd van het seizoen was op 17 november, toen hij 6 op 6 schoot en 17 punten totaliseerde tijdens een 91-87-overwinning tegen de New Jersey Nets op verplaatsing.

### Trainerscarrière
In 2011, nam Hardaway een middelbare school-ploeg Lester Middle School over van zijn vriend Desmond Merriweather, toen deze een darmkankerbehandeling kreeg. Met het plan om iedere speler te laten afstuderen van het college, voerde Hardaway een verplicht bijlesprogramma in. Hij coachte de Lester Lions naar de West Tennessee State-titel met 58 overwinningen tegenover 57 nederlagen, maar vooral een eindspurt van 28 overwinningen tegenover 3 nederlagen.

### Memphis (2018–heden)
Hardaway werd aangeworven als coach van de Memphis Tigers op 19 maart 2018. Hardaway werd aangeworven om de vorige coach Tubby Smith te vervangen. In zijn eerste jaar als hoofdtrainer leidde hij de Tigers naar de NIT. Hij verzekerde ook dat de bestgewaardeerde high school-speler, James Wiseman, werd gedraft. Daarnaast was er nog DJ Jeffries, die werd getransfereerd van Kentucky Wildcats; Boogie Ellis, die werd getransfereerd van Duke; en andere aangekondigde transfers. Op 17 mei 2019 tekende Precious Achiuwa, een van de 20 beste jongelingen met een vijfsternotering, bij Memphis.

## Televisie en film
Nog voor Hardaway werd gedraft speelden hij en zijn toekomstige ploegmaat bij Orlando Magic, Shaquille O'Neal, als prominente figuren in de film over college-basketbal Blue Chips 1994); Beide spelers portretteerden college-eerstejaars op een fictieve universiteit.
Halverwege tot eind de jaren '90 startte Hardaway de Nike-advertentiecampagne "Lil Penny", waarin een alter ego-pop van Hardaway met de stem van komiek Chris Rock speelde.
Hardaway werd opgevoerd in de ESPN 30 for 30-documentaire 'This Magic Moment (2016) die focuste op de ploeg Orlando Magic, die geleid werd door hem en Shaquille O'Neal halverwege de jaren 1990.

## Ander werk
Hardaway verdiende meer dan $120 miljoen tijdens zijn 16-jaar-durende carrière. Hij is eigenaar van een kapperszaak en een schoonheidssalon in het centrum van Memphis en een turfbedrijf in Miami.
Hardaway is ook bekend voor zijn inspanningen om sport te promoten in Memphis. In 2010 hielp hij om de Bluff City Classic, een zomerbasketballiga, te heropstarten, voor mannen en vrouwen van colleges, professionele en elitescholen. Hardaway gaf ook geld om de University Sports Hall of Fame te bouwen. In 2011 kondigde Hardaway plannen aan om een permanente multi-sportfaciliteit ter waarde van $20 miljoen te bouwen met de naam FastBreak Courts Sportsplex in Cordova. Het sportcomplex omvat volleyball, cheerleading en worstelen, met zeven basketbalvelden, een arena met 2000 plaatsen, een revalidatie-ziekenhuis en klaslokalen. Het wordt gezien als iets dat de economie in de omgeving van Memphis een duw in de rug moet geven, door meer dan $14.5 miljoen jaarlijkse verdiensten te krijgen van bezoekers en het moet 236 lokale werkplaatsen opleveren.
In 2012 kondigde Hardaway aan dat hij aandeelhouder ging worden van een groep waaronder Peyton Manning en Justin Timberlake vallen en die een minderheidsaandeel in de Memphis Grizzlies omvat.

## Persoonlijk leven
Anfernee heeft een zoon, die als guard speelt aan de University of Memphis, waar hij hoofdcoach is. Anfernee heeft ook twee dochters (geboren 1992 en 1995), beiden met zijn voormalige vriendin van op de middelbare school.
Hardaway is lid van het Kappa Alpha Psi-broederschap.
4 Charles Barkley · 
5 Grant Hill · 
6 Penny Hardaway · 
7 David Robinson · 
8 Scottie Pippen · 
9 Mitch Richmond · 
10 Reggie Miller · 
11 Karl Malone · 
12 John Stockton · 
13 Shaquille O'Neal · 
14 Gary Payton · 
15 Hakeem Olajuwon · 
Coach Lenny Wilkens
- International Standard Name Identifier: 0000 0000 3179 6874
- Library of Congress Control Number: n95047500
- Bibliotheek van het Japanse parlement: 00649916
- Virtual International Authority File: 63254312
- WorldCat: E39PBJqfC6VbPwhBGfrXyxBXVC